# دنیاگیری کووید-۱۹ در سوئد
دنیاگیری کووید-۱۹ در سوئد بخشی از دنیاگیری بیماری کروناویروس ۲۰۱۹ در جهان است. اولین مورد تأیید شده در سوئد در ۲۴ ژانویه ۲۰۲۰ در شهر یونشوپینگ اعلام شد.